# Sardegna Open
Sardegna Open – męski turniej tenisowy kategorii ATP Tour 250 zaliczany do cyklu ATP Tour, rozgrywany na kortach ceglanych we włoskim Cagliari w sezonach 2020–2021.

## Mecze finałowe

### Gra pojedyncza mężczyzn
| Rok  | Zwycięzca      | Finalista        | Wynik            |
| 2021 | Lorenzo Sonego | Laslo Đere       | 2:6, 7:6(5), 6:4 |
| 2020 | Laslo Đere     | Marco Cecchinato | 7:6(3), 7:5      |

### Gra podwójna mężczyzn
| Rok  | Zwycięzcy                       | Finaliści                         | Wynik    |
| 2021 | Lorenzo Sonego Andrea Vavassori | Simone Bolelli Andrés Molteni     | 6:3, 6:4 |
| 2020 | Marcus Daniell Philipp Oswald   | Juan Sebastián Cabal Robert Farah | 6:3, 6:4 |